# Michal Janek
Michal Janek (* 21. prosince 1948 Nitra) je český lékař a politik, v letech 2010 až 2013 poslanec za stranu TOP 09.
Od roku 1998 do roku 2010 působil jako primář Centra mikrochirurgie oka OFTA v Plzni. Nyní působí jako emeritní primář Očního centra Praha. Poslancem Poslanecké sněmovny Parlamentu České republiky byl zvolen ve volbách 2010 v Plzeňském kraji jako nestraník.
Od konce roku 2010 je členem TOP 09. Ve volbách do Senátu PČR v roce 2018 kandidoval za TOP 09 v obvodu č. 11 – Domažlice. Se ziskem 15,93 % hlasů skončil na 3. místě.